# Zach Galifianakis
Zacharius Knight Galifianakis (görögül: Ζαχαρίας Γαλυφιανάκης; /ˌɡælɪfəˈnækɪs/; Wilkesboro, Észak-Karolina, 1969. október 1. –) kétszeres Primetime Emmy-díjas görög származású amerikai színész, humorista, zenész és forgatókönyvíró. Játszott a Comedy Central Presents különkiadásában, és bemutatta Late World with Zach című műsorát a VH1-en.
Legismertebb filmjei közé tartozik a Másnaposok-trilógia (2009–2013),Terhes társaság (2010), Képtelen kampány (2012), Birdman avagy (A mellőzés meglepő ereje) (2014) és a Lángelmék (2016).

## Fiatalkora és családja
Édesanyja Mary Cashion egy művészeti kommunikációs központ vezetője. Édesapja fűtőolaj-szállító. Szülei a Görögországhoz tartozó Kréta szigetéről vándoroltak be. Zach görög ortodox szertartás szerint lett megkeresztelve. Két testvére van, a húga Merritt és az öccse Greg. Nagybátyja, Nick Galifianakis kongresszusi képviselő volt 1967 és 1973 között.
A Noth Carolina State University-n tanult, kommunikáció szakon, de végül nem diplomázott le.

## Pályafutása

### Televíziós karrierje
Zach televíziós karrierje 1996-ban kezdődött, amikor visszatérő szerepet kapott egy szituációs komédiában. Csatlakozott a Saturday Night Live késő esti műsorhoz, ahol két hétig íróként tevékenykedett.
2002-ben házigazdája lett saját készítésű esti show-jában, ami "Late Word with Zach Galifianikis" néven futott a VH1-en. Sok barátja szerepelt a rendszeres előadók között.
Következő televíziós szerepét a True Calling – Az őrangyal című sorozatban kapta, ahol egy halottkémet alakított. A szériát három éven át vetítették. A női főszereplő Eliza Dushku volt.
Zach Alan Finger szerepét játszotta a Comedy Central által készített Emberre támadt az eb című showjában. A műsorban magukat híradósnak kiadva forgattak rögtönzött jeleneteket a járókelők bevonásával. Sok néző gondolta, hogy a komikusok valóban híradósok, ezért később az egyes epizódok előtt levetítették a feliratot, miszerint a híradósok kivételével a felvételek valós személyeket mutatnak be, akik nem voltak tisztában azzal, hogy egy show-műsorban vesznek részt.
Zach feltűnt több Comedy Central produkcióban is.
2006-ban a Fiona Apple "Not about love" című dalához készült klipben az énekes. A videóban az énekesnő hangja hallatszik, de Zach tátogja el a dal szövegét, amolyan ajak-szinkronizálóként. Egy évvel később egy hasonló feladatra kérték fel a "Came over and get up" című dalhoz készült klipben.
Három humorista társával együtt rendszeres fellépője volt a The original Kings of Comedy és a Blue Collar Comedy Tour-nak.

### Filmes karrierje
Zach kisebb szerepeket kapott többek között a Szívtiprók, A buborék srác és a The King and Me című filmekben. A 2008 februárjában megjelenő Jackassword.com : 24 Hour Takeover-ben, ahol a Jackass szereplőivel készített interjút. Ebben az évben szerepelt az Ashton Kutcher és Cameron Diaz főszereplésével készült, a Míg a jackpot el nem választ című romantikus vígjátékban. 2009-ben vált igazán híressé, mikor főszerepet kapott a Másnaposok című vígjátékban, ahol a menyasszony szociálisan aberrált, nehezen elviselhető testvérét alakítja Bradley Cooper és Justin Bartha oldalán. A karakter megformálásáért megkapta az MTV Movie Avars Legjobb vígjáték alakításért járó díját. Ugyanebben az évben hangját kölcsönözte a G-Force – Rágcsávók című animációs filmhez, valamint feltűnt a George Clooney főszereplésével készült Egek ura című filmben. 
2010 márciusában a Saturday Night Live házigazdája volt. A show alatt leborotválta védjegyévé vált szakállát, majd a műsor végén egy álszakállban tért vissza. Ugyanebben az évben a Terhes társaság című vígjátékban Robert Downey Jr. partnere volt.

### Két páfrány között Zach Galifianikisszel
Zach a Funny or Die nevű honlap részére egy sor videót készített, amiben népszerű hírességeket interjúvol meg. A sorozat címe Két páfrány között – A film. A videók azért kapták ezt a címet, mert Zach a sztárokkal oldalán két cserepes páfránnyal ülve beszélget. Olyan hírességgel készített interjúkat, mint Natalie Portman, Charlize Theron, Ben Stiller, Sean Penn, Bruce Willis és Jennifer Aniston. A felvételek különlegességét Zach egyéni, a szokásostól merően eltérő stílusa adja. Nem a tipikus riportkérdésekkel áll elő, hanem bizarr, sokszor szexuális jellegű észrevételeket tesz.

## Magánélete
Amikor műsoraival éppen nem turnézik, akkor idejét észak-karolinai otthonában tölti. Tervei között szerepel, hogy egy teljesen önfenntartó gazdaságot hozzon létre visszavonult írók számára.
Az HBO Real Time with Bill Maher műsorában egy, a marihuána legalizálásáról szóló vita kapcsán élő televíziós adásban vett elő és szívott el egy füves cigarettát. Később, egy interjúban a műsorvezető tagadta, hogy a cigaretta valódi lett volna.

## Filmográfia

### Film
| Év   | Magyar cím                               | Eredeti cím                         | Szerep                       | Magyar hang          | Rendező                     |
| ---- | ---------------------------------------- | ----------------------------------- | ---------------------------- | -------------------- | --------------------------- |
| 1999 |                                          | Flushed                             | szánalmas férfi              |                      | Carrie Ansell               |
| 2001 | Szívtiprók                               | Heartbreakers                       | Bill                         | Janovics Sándor      | David Mirkin                |
| 2001 | A buborék srác                           | Bubble Boy                          | férfi a buszmegállóban       | Csuha Lajos          | Blair Hayes                 |
| 2001 | Corky Romano, a kezes farkas             | Corky Romano                        | Dexter, számítógépes hacker  |                      | Rob Pritts                  |
| 2001 | Meredek pálya                            | Out Cold                            | Luke                         | Minárovits Péter     | The Malloys                 |
| 2002 | Merülés a félelembe                      | Below                               | Weird Wally                  | Szalai Imre          | David Twohy                 |
| 2007 | Út a vadonba                             | Into the Wild                       | Kevin                        |                      | Sean Penn                   |
| 2008 | Míg a jackpot el nem választ             | What Happens in Vegas               | Dave, a Medve                | Barabás Kiss Zoltán  | Tom Vaughan                 |
| 2008 |                                          | Visioneers                          | George                       |                      | Jared Drake                 |
| 2009 |                                          | The Ballad of G.I. Joe (rövidfilm)  | Snow Job                     |                      | Daniel Strange              |
| 2009 | Falrengető                               | Gigantic                            | hajléktalan férfi            | Scherer Péter        | Matt Aselton                |
| 2009 | Másnaposok                               | The Hangover                        | Alan Garner                  | Scherer Péter        | Todd Phillips (1.)          |
| 2009 | G-Force – Rágcsávók                      | G-Force                             | Ben Kendell                  | Szabó Sipos Barnabás | Hoyt Yeatman                |
| 2009 | Egek ura                                 | Up in the Air                       | Steve Sewa                   | Scherer Péter        | Jason Reitman               |
| 2009 |                                          | Operation: Endgame                  | Hermit                       |                      | Fouad Mikati                |
| 2009 | Haláli haverok                           | Little Fish, Strange Pond           | Bucky                        | Scherer Péter        | Gregory Dark                |
| 2009 | Lázongó ifjúság                          | Youth in Revolt                     | Jerry                        | Scherer Péter        | Miguel Arteta               |
| 2010 | Gyógyegér vacsorára                      | Dinner for Schmucks                 | Therman Murch                | Kálloy Molnár Péter  | Jay Roach (1.)              |
| 2010 | Nyomás alatt                             | It's Kind of a Funny Story          | Bobby                        | Scherer Péter        | Anna Boden                  |
| 2010 | Nyomás alatt                             | It's Kind of a Funny Story          | Bobby                        | Scherer Péter        | Ryan Fleck                  |
| 2010 | Terhes társaság                          | Due date                            | Ethan Tremblay / Ethan Chase | Scherer Péter        | Todd Phillips (2.)          |
| 2011 | Másnaposok 2.                            | The Hangover Part II                | Alan Garner                  | Scherer Péter        | Todd Phillips (3.)          |
| 2011 | Csizmás, a kandúr                        | Puss in Boots                       | Tojás Tóbiás (hangja)        | Elek Ferenc          | Chris Miller                |
| 2011 | Muppets                                  | The Muppets                         | Hobo Joe                     | Scherer Péter        | James Bobin                 |
| 2012 |                                          | Tim and Eric's Billion Dollar Movie | Jim Joe Kelly                |                      | Tim Heidecker               |
| 2012 | Eric Wareheim                            | Tim and Eric's Billion Dollar Movie | Jim Joe Kelly                |                      |                             |
| 2012 | Képtelen kampány                         | The Campaign                        | Marty Huggins                | Scherer Péter        | Jay Roach (2.)              |
| 2013 | Másnaposok 3.                            | The Hangover Part III               | Alan Garner                  | Scherer Péter        | Todd Phillips (4.)          |
| 2014 | Ki van itt?                              | Are You Here                        | Ben Baker                    | Scherer Péter        | Matthew Weiner              |
| 2014 | Muppet-krimi: Körözés alatt              | Muppets Most Wanted                 | Hobo Joe (cameo hangja)      | Horváth Gergely      | James Bobin                 |
| 2014 | Birdman avagy (A mellőzés meglepő ereje) | Birdman                             | Jake                         | Scherer Péter        | Alejandro González Iñárritu |
| 2016 | Lángelmék                                | Masterminds                         | David Ghantt                 | Scherer Péter        | Jared Hess (1.)             |
| 2016 | Kémek a szomszédban                      | Keeping Up with the Joneses         | Jeff Gaffney                 | Holl Nándor          | Greg Mottola                |
| 2017 | Lego Batman: A film                      | The Lego Batman Movie               | Joker (hangja)               | Nagy Ervin           | Chris McKay                 |
| 2017 | Tulipánláz                               | Tulip Fever                         | Gerrit                       | Scherer Péter        | Justin Chadwick             |
| 2018 | Időcsavar                                | A Wrinkle in Time                   | boldog médium                | Scherer Péter        | Ava DuVernay                |
| 2019 | Ahol éjszaka is süt a nap                | The Sunlit Night                    | Haldor                       | Scherer Péter        | David Wnendt                |
| 2019 | A hiányzó láncszem                       | Missing Link                        | Mr. Link / Susan (hangja)    | Scherer Péter        | Chris Butler                |
| 2019 | Két páfrány között – A film              | Between Two Ferns: The Movie        | önmaga                       |                      | Scott Aukerman              |
| 2021 | Hibás Ron                                | Ron's Gone Wrong                    | Ron (hangja)                 | Jéger Zsombor        | Sarah Smith                 |
| 2021 | Hibás Ron                                | Ron's Gone Wrong                    | Ron (hangja)                 | Jéger Zsombor        | Jean-Philippe Vine          |
| 2022 | Bob burgerfalodája – A film              | The Bob's Burgers Movie             | Felix Fischoeder (hangja)    | Kapácsy Miklós       | Loren Bouchard              |
| 2022 | Bob burgerfalodája – A film              | The Bob's Burgers Movie             | Felix Fischoeder (hangja)    | Kapácsy Miklós       | Bernard Derriman            |
| 2023 | A Beanie-buborék                         | The Beanie Bubble                   | Ty Warner                    |                      | Kristin Gore                |
| 2023 | A Beanie-buborék                         | The Beanie Bubble                   | Ty Warner                    | Damian Kulash Jr.    |                             |
| 2024 |                                          | Winner                              | Ron Winner                   |                      | Susanna Fogel               |
| 2024 | Thelma, az unikornis                     | Thelma the Unicorn                  | Teherautósofőr (hangja)      | Scherer Péter        | Jared Hess (2.)             |
| 2024 | Thelma, az unikornis                     | Thelma the Unicorn                  | Teherautósofőr (hangja)      | Scherer Péter        | Lynn Wang                   |
| 2025 | Lilo és Stitch – A csillagkutya          | Lilo & Stitch                       | Dr. Jumba Jookiba            | Dévai Balázs         | Dean Fleischer Camp         |